# أندرو رومانوف
أندرو رومانوف (بالإنجليزية: Prince Andrew Romanov)‏ (و. 1923  م) هو فنان أمريكي روسي، ولد في لندن. وهو سليل آل رومانوف قياصرة الإمبراطورية الروسية وُصولًا لسنة 1917. كان عميد السُلالة المذكورة بدايةً من سنة 2016 حتَّى وفاته سنة 2021.

## التعليم
تعلم في الكلية الملكية للخدمة ‏
.

## الخدمة العسكرية
خدم في البحرية الملكية البريطانية.